# Остриня
Остри́ня — село Тлумацької міської громади Івано-Франківського району Івано-Франківської області.
Відповідно до Розпорядження Кабінету Міністрів України від 12 червня 2020 року № 714-р «Про визначення адміністративних центрів та затвердження територій територіальних громад Івано-Франківської області» увійшло до складу Тлумацької міської громади.

## Історія
Згадується у книгах галицького суду 5 травня 1438 року як Острин (Ostrin) і як Остринин (Ostrinyn) 2 січня 1441 року.
У 1934—1939 рр. село входило до об'єднаної сільської ґміни Олєшув Тлумацького повіту.
У 1939 році в Острині проживало 1 600 мешканців, з них 1 575 українців-грекокатоликів, 10 українців-римокатоликів, 10 поляків і 5 євреїв
В Івано-Франківському обласному державному архіві збереглися ряд документів, що свідчать про наступне. Згідно Шематизму 1832 року: в селі Остриня є парафія св. Миколая, патрон Ігнатій Скарбик, священик Яків Бородайкевич 1772 р.н., кількість греко-католиків 740, є парафіяльна школа.
Згідно Географічного словника 1886 року: в Острині у 1870 році проживало 1074 осіб.
Згідно Шематизму 1887 року: парафіяльний будинок побудований у 1864 році. Патроном Церкви була Кароліна Гусажевська. Парохом в селі у 1887 році був Ігнатій Вергановський 1815 р.н. У 1887 році в селі Остриня було 1076 греко-католиків, у систематичній школі села навчалися 124 учні.
Згідно Шематизму Станіславської греко-католицької єпархії 1912 р.: в селі Остриня проживало 1400 укр., 15 поляків, 22 єврея.
Згідно: «Шематизм всего кліра греко-католицької Епархії Станіславської на рік Божий 1935»: ОСТРИНЯ.Село. Парохія. Церков св. О.Николая, дер.,вист.1884. Патрон: Марія з Любомірських грн. Потуліцька.- Парох: О.Григорій Зінько, Містодекан, з крилош.відзнаками. род.1881., рукоп.1908., інс.1921., вдов.-Ч.д.гр.-кат. 1532, лат. 9, жид.5. Школа — етатова, систем. Утраквістична. Братство звичайне мужеське і жіноче, Апостольство Молитви. — Воєвід. Станіславів, Староство, Суд і Каса скарб. Товмач, почта, телг. і зал. Олешів: 3 км.
Згідно архівних даних: Володимир Кубійович, «Етнічні групи південнозахідньої України (Галичини) на 01.01.1939». Національна статистика Галичини" в с. Остриня проживало всього 1600 осіб, з них 1575 — українці, 10 — поляки, 10 — латинники, 5 — жиди.
Згідно архівних даних: парох с. Остриня Василій Жилавий за підписом 10 членів громади с. Острині: Максим Волошин, Іван Волошин, Кирило Калиняк, Семань Волошин, Максим Татарчук, Онуфрій Камінський, Михайло Андрусишин, Семань Павлик, Дмитро Паньків, + Онуфрій Василишин, + Павло Ситник, Антоній Зубрицький 20 березня 1896 року направили лист до Високого ц.к. Намісництва у Львові про намір на основі параграфа 44 статуту Товариства «Просвіта» у Львові заложити у себе Товариство Читальні «Просвіти». Уже листом від 24 березня 1896 року Головний Відділ Товариства «Просвіта» дозволив заснувати читальню «Просвіта» в с. Остриня повіту товмацкого.
Громада села Остриня під керівництвом священника УГКЦ о. Григорія Зінька у 1928 році побудувала величну споруду — читальню «Просвіта». У підвальному приміщенні читальні розміщувався міні-маслозавод, продукція якого відправлялася за кордон.
За кошти місцевих органів влади і, частково, жителів села у 2015—2017 роках проведено капітальний ремонт клубу (читальню «Просвіта»). Так, відповідно до рішення обласної ради від 27.06.14 р. № 1290 «Про внесення змін до обласного бюджету на 2014 рік», для проведення капітального ремонту клубу виділено 200,0 тис. грн. та 40 тис. грн. виділено Остринською сільською радою з бюджету розвитку за які у 2015 році перекрито дах клубу. Розпорядження обласної ради від 04.11.2015 р. № 764-р «Про підсумки обласних конкурсів розвитку місцевого самоврядування» Остринську сільську раду визнану переможцем шостого обласного конкурсу проектів та програм розвитку місцевого самоврядування(сільський голова Доронюк Віталій Євгенович, керівник проекту Олійник Ярослав Федорович) та виділено кошти з обласного бюджету у розмірі 120 тис. грн. , 50 тис. грн. виділено з районного бюджету та 17350 грн. виділено з громадської організації «Імпульс Острині» на капітальний ремонт клубу.

## Населення

### Мова
Розподіл населення за рідною мовою за даними перепису 2001 року:
| Мова       | Кількість | Відсоток |
| ---------- | --------- | -------- |
| українська | 907       | 99.89%   |
| російська  | 1         | 0.11%    |
| Усього     | 908       | 100%     |

## Пам'ятки
- Церква Св. Миколи 1884 р.[7]

## Транспорт
Через Остриню проходить автодорога Н18 Івано-Франківськ — Бучач — Тернопіль. Село — перше, яке розташоване в напрямку Нижнева від так званого «Клубівецького кільця». Ділянку автодороги в селі капітально ремонтували наприкінці 2000-х років. Дорога має доволі крутий узвіз з лівим поворотом між Остринею та Олешевом, розширена до 3-х смуг (дві в напрямку Тисмениці — Івано-Франківська).

## Відомі особистості
- Богдан Сторож (народився 27 січня 1945) — український інженер, викладач, науковець.

## Галерея

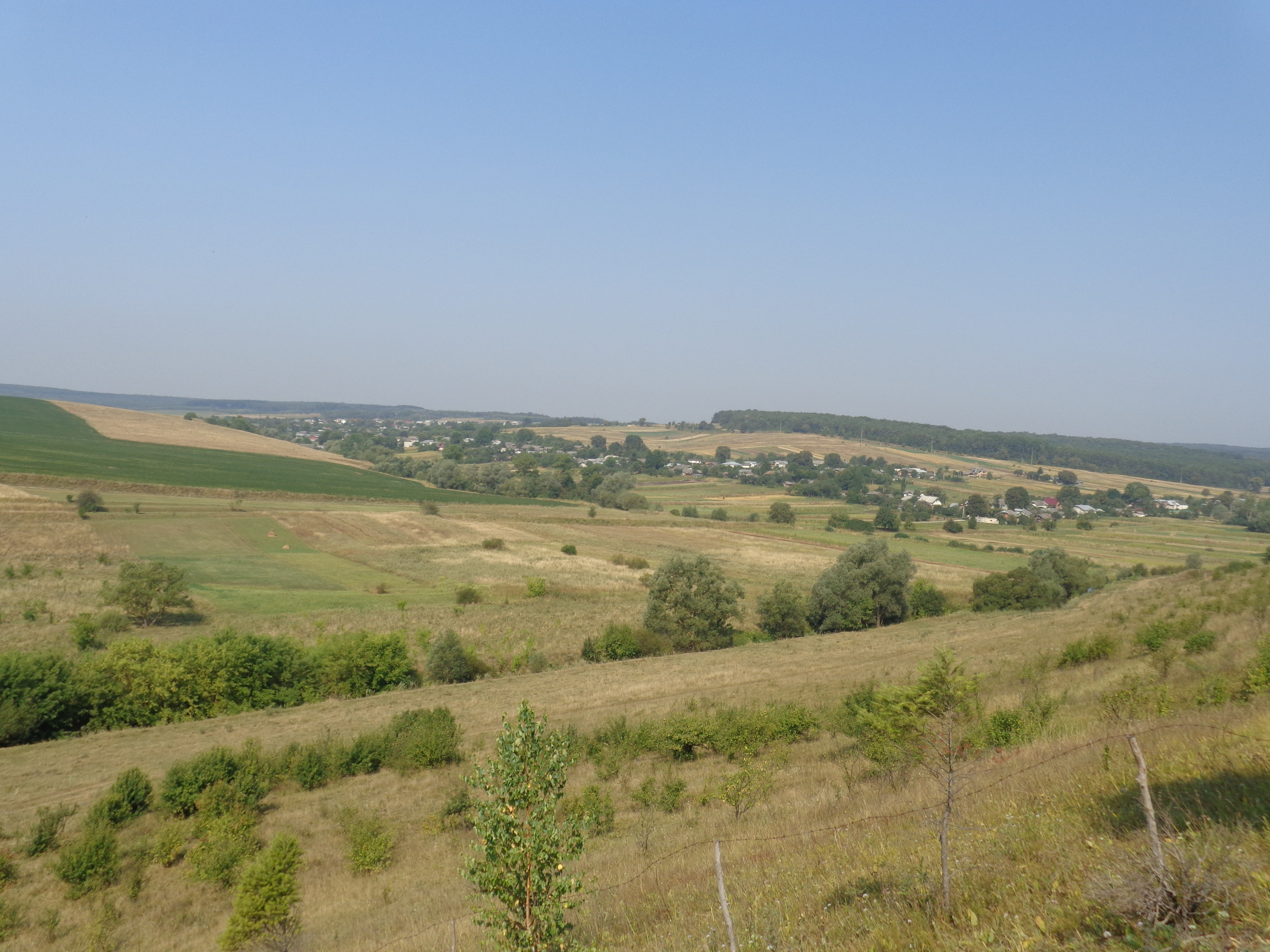
Вид на село зі сторони Остринського тризуба
Приміщення Остринської сільської ради та клубу
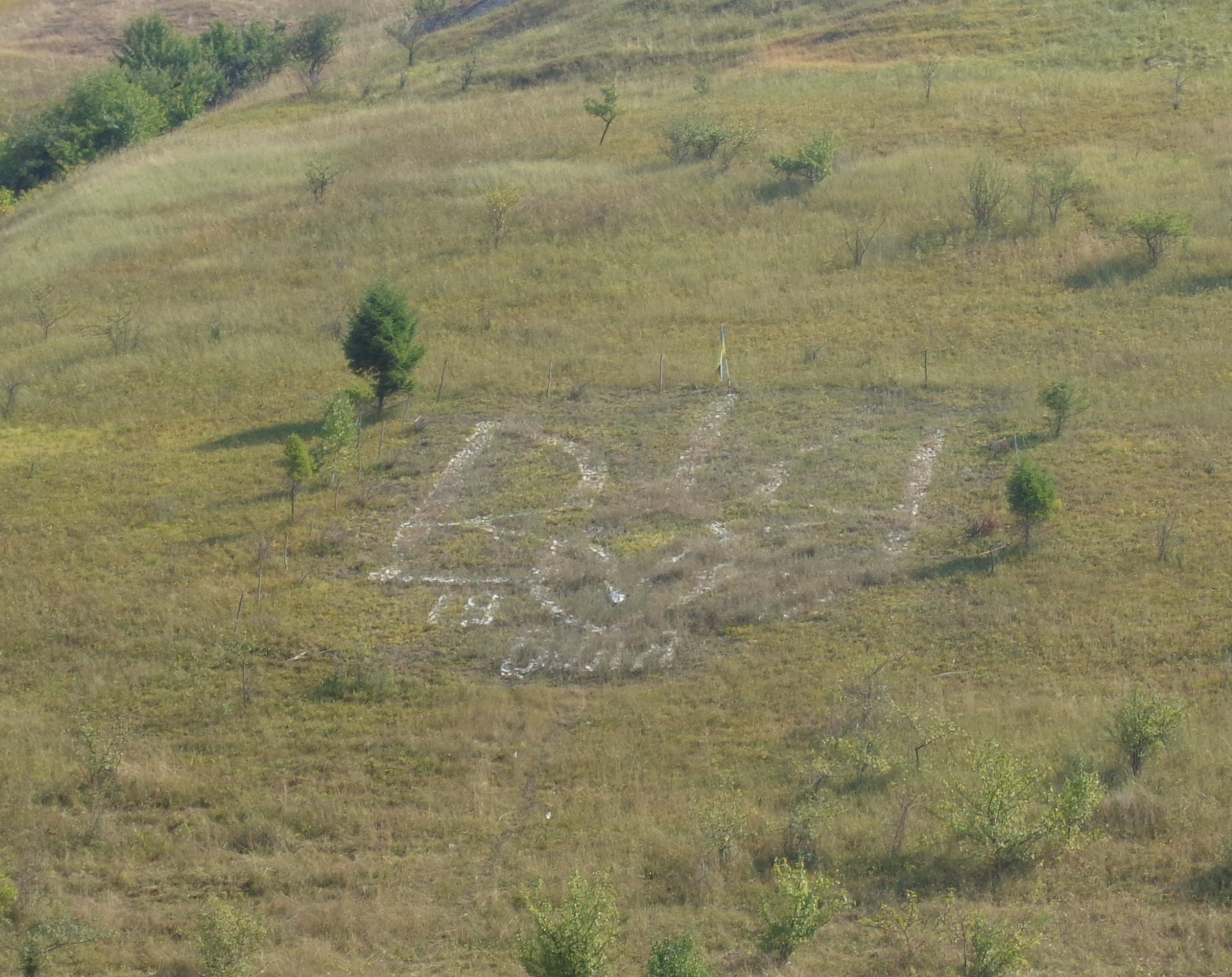
Остринський тризуб